# Klarion
Klarion el Niño Brujo es un supervillano que aparece en los cómics estadounidenses publicados por DC Comics, que apareció por primera vez en The Demon # 7 (marzo de 1973) y fue creado por Jack Kirby. El personaje generalmente se presenta como un brujo extradimensional inmaduro poderoso pero travieso que sirve como el archienemigo de Etrigan el Demonio y es un adversario recurrente para varios personajes místicos y equipos en el Universo DC.
El personaje también se ha adaptado en los medios, habiendo aparecido en series animadas como Batman: la serie animada, Young Justice y Justice League Action. A lo largo del tiempo, ha tenido un papel secundario en muchas historias, y un papel protagónico en la saga Siete Soldados de la Victoria, más específicamente en su propia miniserie.

## Descripción
Klarion aparenta ser un joven adolescente de 14 años pálido y delgado de pelo negro, habitualmente vestido como un puritano o un colono británico norteamericano, con traje negro y blanco. Su pelo está siempre corto, con mechones hacia arriba en forma de cuernos y ojos delineados de negro. Si bien el personaje en sí es monocromático, siempre está con su gato Teekl, un animal atigrado de color naranja y rasgos demoníacos (ojos rojos, sonrisa maquiavélica). Su personalidad está entre un adolescente callado y perturbador, y un niño malcriado. A veces puede ser muy travieso, y en otras ocasiones decididamente sádico y destructivo, marcadamente sociópata, pero a veces su comportamiento es cobarde, huyendo ante una derrota inminente o riesgo de ser dañado. Su familia comparte estas mismas características, aunque a un nivel más animal.

## Historia ficticia

### Klarion de Kirby
Klarion es un joven practicante de las artes oscuras de Witch World, una dimensión de otro mundo donde todos tienen al menos algo de conocimiento sobre la magia oscura. El problema era que, siendo un niño, estaba constantemente bajo la dirección de adultos que dictaban lo que podía y no podía hacer con sus poderes, así como qué tipo de hechicería podía estudiar. Irritado bajo esta supervisión, Klarion usó en secreto su poder para abrir una puerta de entrada al universo normal, y él y su gato familiar, Teekl, se embarcaron en un viaje para aprender todo lo que había que saber sobre la brujería, así como causar un poco de caos en el camino.
Pronto atrae la atención del demonio Etrigan, quien intenta enviarlo de regreso a su propia dimensión varias veces. Se desató una rivalidad entre los dos, y sus batallas a menudo se reducían a una competencia de hechizos. Además de Etrigan, Klarion también se cruzó con Wonder Woman (cuya entonces amiga y compañera de habitación, Etta Candy, fue enviada al Infierno por ellos), Flash, Batman, Chase y los Ravers de Superboy.
Klarion no solo podía usar su magia para causar estragos, sino que su gato, Teekl, podía asumir una forma de hombre bajo su dirección. Esto le otorgó mayor agilidad y fuerza, además de aumentar su personalidad ya feroz.

### Klarion de David
Klarion jugó un papel importante en el evento de 2000 Young Justice: Sins of Youth, en el que se involucró en un complot de Agenda para poner al público en contra de la comunidad metahumana, apuntando a los superhéroes juveniles como el eslabón más débil de la cadena. Aumentó la desconfianza y la confusión en un mitin de héroes jóvenes, al lanzar un hechizo que convirtió a los héroes adolescentes presentes en adultos y a los héroes adultos que observaban el mitin en adolescentes. En esta historia, bajo la dirección del escritor Peter David, comenzó a referirse a sí mismo como "Klarion... Bum, Bum, Bum... El Niño Brujo", una afectación que ha cesado desde entonces.
La versión de David de Klarion también apareció en julio-junio de 2000 de Young Justice # 20 - "Time Out" y # 21 "Young, Just Us Too". En estos números, expresó un sentimiento de soledad después de convertir a varios villanos en niños durante la historia de "Sins of Youth" y deseaba tener un compañero de juegos de su misma edad. Li'l Lobo regresó para atacar a Klarion y exigir que Klarion lo devolviera a su edad normal. Estalla una pelea masiva entre Klarion, Lobo y Young Justice, que Klarion parece disfrutar pero al final, Klarion todavía se siente "incompleto". Al final del número 21, Ariella Kent, Supergirl del siglo 853, se estrella frente al Niño Brujo y los dos se hacen amigos rápidamente.

### Klarion de Morrison
En 2005, una nueva versión de Klarion protagonizó su propia miniserie como uno de los siete personajes principales de Siete Soldados de la Victoria de Grant Morrison. Morrison describió a este personaje como un regreso a la versión original de Kirby con algunas actualizaciones, incluido el regreso del aspecto general original de Klarion y un alejamiento de la versión de Peter David. La nueva versión de Klarion es un habitante de una comunidad subterránea conocida como Limbo Town, habitada por las brujas puritanas descendientes de la población perdida de Roanoke. Limbo Town se encuentra en realidad debajo del sistema de metro de la ciudad de Nueva York. Siendo un tipo rebelde, Klarion choca con el controlador y piadoso Submissionary Judah, el líder religioso y defensor del pueblo. Klarion intenta irse, pero al hacerlo atrae la atención de una entidad aterradora conocida como Horigal.
El Horigal queda gravemente paralizado por un tren subterráneo que pasa (conducido por piratas subterráneos de otro proyecto de Siete Soldados, The Manhattan Guardian), y Klarion logra escapar. En los túneles debajo de Nueva York, se encuentra con un Hombre Brujo de Limbo Town llamado Ebeneezer Badde. Badde intenta calmar el entusiasmo de Klarion por el mundo exterior y luego traiciona al Niño Brujo, casi vendiéndolo como esclavo. Su conciencia lo impulsa a ayudar a Klarion en el último minuto, pero el implacable Niño Brujo permite que maten a Badde. Aunque no se menciona directamente en la historia, se especula que Badde puede ser, de hecho, el propio padre desaparecido de Klarion, Mordecai.
Finalmente, Klarion llega al mundo de arriba ("Blue Rafters"). Allí es atrapado por el misterioso Sr. Melmoth (el rey Sheeda que engendró a la gente de Limbo Town hace siglos con las mujeres de la colonia de Roanoke). Melmoth lo anima a unirse a una banda de jóvenes superdelincuentes. Estos niños, junto con Klarion, usan sus poderes para robar una enorme máquina excavadora de un museo de superhéroes de Nueva York que, sin el conocimiento de Klarion, Melmoth planea usar para saquear Limbo Town.
Cuando Teekl ve a Melmoth empujando a un miembro de la pandilla a través de un portal hacia "el lugar rojo", Klarion le cuenta al resto del grupo sobre su maldad y luego los abandona.
A pesar de querer continuar con sus aventuras en la superficie de la Tierra, Klarion regresa a Limbo Town. Allí, la gente del pueblo intenta quemarlo en la hoguera por blasfemia, pero la llegada de Melmoth y sus matones convencen a la gente del pueblo de no hacerlo. Klarion da la alarma, luego se encuentra con el moribundo Sumiso Judah, quien le pasa el título de Sumiso a Klarion ahora que todos los demás Sumisos están muertos. Con esto viene la capacidad de convertirse en Horigal (en realidad, una forma gestalt de los Sumisos y sus familiares), y Klarion rápidamente mata a los matones y paraliza a Melmoth, quien promete regresar después de Harrowing.
Posteriormente, Klarion rechaza la oferta de su madre de reemplazar al sumiso Judah como líder de Limbo Town, diciendo: "Me gustaría ser muchas cosas antes de morir, madre. Hoy... Hoy seré un soldado".
En Seven Soldiers #1, Klarion traicionó la lucha contra los Sheeda cuando adquirió la versión completa de Croatoan, una poderosa máquina creada por los Nuevos Dioses para el híbrido New God-Neanderthal Aurakles, en forma de un par de dados (en Sheeda lengua se llama "paternidad"). Luego tomó el control de Frankenstein e hizo que Frankenstein lo llevara a Sheeda-Side, donde ahora tiene un poder increíble.
Klarion también apareció en Crisis infinita #6 junto con muchos otros miembros de la comunidad mística de DC, una aparición que, según Grant Morrison, tiene lugar después de Siete Soldados.
Klarion apareció en Robin # 157–158 de enero a febrero de 2007. En esta historia, se encontró con Robin mientras perseguía a otro habitante de Limbo Town a Gotham City. Parece que la versión anterior de Klarion y Teekl ha sido borrada por completo de la DCU, ya que Robin no recuerda a nadie con ese nombre cuando conoció a Klarion por primera vez. Además, Klarion llama a Robin un amigo y un héroe al final de la historia. Tal borrado y reintroducción en un personaje menor en el universo de DC generalmente se debe al borrado para la reinvención del personaje durante una de las historias de "Crisis" de remodelación de múltiples versos de DCU, por ejemplo, Crisis on Infinite Earths y Crisis infinita.
Morrison afirma en las anotaciones de las versiones recopiladas de Seven Soldiers que "los fanáticos de la continuidad de DC también pueden ver lo fácil que es imaginar a Klarion procediendo del final de Seven Soldiers y retrocediendo en el tiempo para hacer su primera aparición en Kirby's The Demon número # 6".

### Cuenta regresiva
Durante la serie Countdown, Klarion se encuentra con Mary Marvel, a quien recientemente se le han otorgado los poderes de Black Adam, y los encuentra difíciles de controlar. Klarion se ofrece a ayudar, a cambio de una fracción del poder de Mary. Esto resulta ser una artimaña, y Klarion intenta absorber todos los poderes de Mary, pero ella lo derrota por completo.
Durante los eventos de Brightest Day, Klarion es poseído por el poder Starheart de Alan Scott y se vuelve loco. Después de causar estragos en un área urbana, él es rastreado y derrotado por Jade y Donna Troy.

### Superman/Batman Hechicero Reyes
Klarion juega un papel importante en los eventos de la historia de tres números de Sorcerer Kings en Superman/Batman. Aparece en la página final del número 82, y en el número 83 lleva a Batman, al Doctor Occult y al Detective Chimp de la línea de tiempo actual al "camino de las brujas", mientras que su yo futuro es miembro de la Liga de la Justicia en una magia-controlada Tierra.

### Batgirl(vol. 3)
La última aparición de Klarion antes de The New 52 fue en Chalk (heart) Outline, una historia con el tema del Día de San Valentín en Batgirl volumen 3, #18. Klarion y Stephanie Brown como Batgirl deben detener el alboroto de Teekl, que implica un viaje a Limbotown.

### Los Nuevos 52
En septiembre de 2011, Los Nuevos 52 reinició la continuidad de DC. En esta nueva línea de tiempo, Klarion hizo su primera aparición en Teen Titans: Futures End #1 en septiembre de 2014. Klarion hizo su primera aparición como un miembro de los Teen Titans en el futuro. Recibió su propia serie donde fue nuevamente retconeado a un niño de una dimensión de brujos de la cual huyó luego de matar a su maestro de escuela por castigarlo y ahora debe vivir en un edificio de apartamentos para seres sobrenaturales en la Tierra. Teekle ha muerto recientemente debido al Síndrome de Rapunzel (se ahogó con una bola de pelo) y el lo mantiene en un tipo de animación suspendida dentro de un cilindro de cristal mágico, aunque después es revivido. Su última aparición fue en Academia Gotham #17 donde permanece en las alcantarillas de la escuela mientras Teekle se introduce para robar su primer libro de magia que contiene el último ingrediente para hechizar a Batman, un dibujo que representa el sueño de su infancia: ser Robin y Teekle un Bati-Gato.
Protagonizó su propia serie de cómics escrita por Ann Nocenti y dibujada por Trevor McCarthy en octubre de 2014. La serie terminó después de seis números.

### Crisis Oscura en Tierras Infinitas
Klarion aparecería más tarde en un vínculo durante los eventos de Dark Crisis, habiéndose aliado desde entonces con el Ejército Oscuro de Deathstroke y ascendido hasta convertirse en un Señor del Caos.

## Poderes y habilidades
Un brujo extremadamente poderoso y talentoso, es considerado uno de los usuarios de magia más peligrosos de la creación a pesar de su apariencia y temperamento. Tiene un gran conocimiento de varias magias y hechizos, lo que le otorga habilidades casi ilimitadas, como poder transformarse, viajar a otras dimensiones, proyección de energía, cambiar de forma, telequinesis, etc. Gran parte de estos poderes están vinculados con su familiar gato brujo, Teekl, capaz de tener un vínculo psíquico y capaz de realizar magia siempre que Teekl esté intacto, quien exhibe algunos poderes mágicos propios. Klarion a menudo reforzará la magia natural de Teekl con la suya propia para disminuir la posibilidad de que se desvanezca, o para darles una ventaja en el combate (como cambiar su cuerpo a una forma humanoide más cruel).
A pesar de su gran poder, Klarion sigue siendo un joven adolescente que a menudo se caracteriza por comportarse como tal; actuando de una manera impredecible e inmadura cuando las situaciones no salen a su favor, incluso arremetiendo en rabietas. Debido a que Teekl es su familiar, Klarion requiere que permanezcan anclados en el reino de la Tierra. Si bien es un hábil lanzador de hechizos, los lanzadores de hechizos más experimentados como Sebastian Fausto lo han superado en la batalla.

## Otras versiones

### Tierra-11
En Tierra-11, aparece una versión femenina de Klarion con cambio de género llamada Klarieene la Niña Bruja. A diferencia de sus encarnaciones originales, Klarieene es considerada una heroína adolescente afiliada a Teen Justice (una versión alternativa con cambio de género de los Jóvenes Titanes) y está siendo asesorada por Zatara, la versión con cambio de género de Zatanna Zatara.

### Injustice: Gods Among Us (cómic relacionado)
Klarion aparece en el tercer año de Injustice: Gods Among Us, cómic relacionado, donde es reclutado por Batman y John Constantine, junto con varios otros usuarios de magia en la mansión de Jason Blood. Cuando Harvey Bullock abre las puertas delanteras, Teekl siente que algo se acerca cuando los sellos se rompen y Bullock y Blood mueren por la presencia que se acerca. Klarion luego usa su vínculo con Teekl y envía a su gato afuera, donde se entera de que su atacante es El Espectro. Mientras Batman distrae a Espectro, Klarion hace que Zatanna lo teletransporte a él y a los demás a la Torre del Destino. Más tarde, cuando Constantine le asegura a su hija, Rose, que el Detective Chimp estará bien, Klarion dice que seguramente morirá. Constantine luego le exige que haga algo, pero Klarion le grita antes de que finalmente acceda a ayudar. Luego, Klarion rastrea la forma astral de Raven mientras escapa e informa a Constantine sobre su plan, que Constantine revela que Batman desconoce su plan. Los dos luego roban el cuerpo físico de Raven. Durante la batalla final en la Torre del Destino, Klarion es asesinado rápidamente por Sinestro.

### Justice League Beyond
Klarion el Brujo aparece en Justice League Beyond, donde él y muchos otros usuarios de magia, incluidos Félix Fausto, Ragman, Amatista, Princesa de Gemworld y Nightmistress, ayudan a la Liga de la Justicia contra la amenaza de Brainiac y su plan para convertir la Tierra en Krypton. Él y Nightmistress logran rescatar al Doctor Fate. Durante la batalla final en Themyscira, Klarion decide abandonar la batalla y regresar a su propio reino para preparar sus fuerzas contra Brainiac.

### Flashpoint
En Flashpoint, Klarion fue reclutado para unirse a los Siete Secretos antes de que aparentemente se suicidara, pero se sospecha que Shade, el Hombre Cambiante, lo mató a él y a los otros miembros mientras estaba bajo el control del M-Vest.

### Batman: Lil Gotham
En Batman: Lil Gotham, Klarion intenta contratar a una carpintera, Jenna Duffy, para construir una jaula para su demonio mascota, Etrigan, pero ella lo echa, ya que es su día libre.

## En otros medios

### Televisión
- Klarion aparece en el episodio de Las nuevas aventuras de Batman, "The Demon Within" con la voz de Stephen Wolfe Smith. A menudo llama a Jason Blood "Tío Jason", aunque los dos no están relacionados. La sangre afirma que Klarion lo hace por mera diversión. Bruce Wayne lo superó en una subasta por un hierro de marca antiguo que supuestamente tenía propiedades místicas que le había otorgado Morgaine le Fey. Planeaba usar esto como una manera de finalmente obtener la ventaja sobre Etrigan (alter ego demoníaco de Jason Blood). Sin embargo, él es capaz de robar el hierro de marca y usarlo para tomar control de él, guiando al demonio en una racha aleatoria de caos y violencia. Con la ayuda de Batman y Robin, Blood elimina el control de Klarion sobre Etrigan. Luego, Etrigan aprisiona a Klarion en una bola de cristal, que está en posición de darle el equivalente al castigo de un niño por tener que sentarse en una esquina.
- Klarion el joven brujo se menciona más tarde en el episodio "Revenant" de Batman Beyond. Un anciano Bruce Wayne habla sobre cómo cree en lo sobrenatural debido a los encuentros con todo, desde zombis hasta "brujos".
- Klarion el joven brujo hizo una aparición como villano para Zatanna en Cartoon Monsoon.
- Klarion el joven brujo (junto a Teekl) aparece en Young Justice con la voz de Thom Adcox-Hernandez, mientras que Dee Bradley Baker proporciona los efectos vocales de Teekl. En el programa, Klarion es representado como un Señor del Caos, y es mucho más poderoso y villano que su contraparte de cómics. En "Denial", colabora con Abra Kadabra para intentar robar el Casco de Nabu de Kent Nelson, secuestrarlo y entrar en la Torre del Destino cuando el equipo abre el camino en busca de Kent. Mientras más tarde luchaba contra Doctor Fate, se observa que Teekl es el "familiar" de Klarion, manteniéndolo anclado a la realidad presente en "Revelación" en el Consejo de Administración del Proyecto Cadmus. En "Misplaced", Klarion el niño brujo convoca a Wotan, Blackbriar Thorn, Felix Fausto y Wizard a la isla Roanoke en un complot para deshacerse de todos los adultos con un poderoso hechizo. Esto termina haciendo que el equipo, Zatanna y Billy Batson se unan para encontrar la fuente de la desaparición del adulto, revelando que el mundo se ha dividido en una dimensión con niños y una que tiene adultos. El equipo termina encontrando a Klarion en la Isla Roanoke dentro de la dimensión de los niños, mientras que en la dimensión de los adultos, el Capitán Marvel, Zatara, Batman y el Tornado Rojo terminan atacando a los otros hechiceros. Zatanna se pone el Casco del Destino para luchar contra Klarion hasta que Nabu comienza a perderla, debido a que el casco (y, por tanto, el Destino) se divide en ambas dimensiones reflejadas. Zatanna, con poder de Nabu, logra someter a Klarion, lo que le permite a ella y a Zatara romper el hechizo, aunque Klarion se escapa. En un encuentro con The Light, Klarion y Brain en revelar que la división dimensional fue una distracción que permitió a Riddler y Sportsmaster robar un pedazo de Starro de S.T.A.R. Labs. En "Inseguridad", Sportsmaster y el profesor Ivo se encuentran con Klarion y Cerebro para estudiar la muestra de Starro. En "Auld Conocido", Klarion ayudó a Vandal Savage a aplicar Starro-Tech en toda la Liga de la Justicia para controlar mentalmente a los héroes. En "Cumbre", Klarion se mantuvo en gran parte en silencio y oculto durante la cima de la Luz con el Alcance dentro de las cuevas de Santa Prisca. Durante la lucha a tres bandas entre el Equipo, la Luz y el Alcance, Klarion transforma una espada en una serpiente de fuego para someter a Miss Martian mientras escapaba con Vandal Savage.
- Klarion el joven brujo aparece en el episodio "Trick or Threat" de Justice League Action, con la voz de Noel Fisher. En una historia de Halloween narrada por Caín, Klarion convierte a Batman, al Doctor Fate, a John Constantine y a Zatanna en niños. Con la ayuda de dos ratas que convirtió en matones de Halloween que roban dulces, los atrae a la Casa del Misterio donde tiene un complot para robar el Casco del Destino. Para capturar las versiones infantiles de Batman, Doctor Fate, John Constantine y Zatanna, Klarion convoca a vampiros, un hombre lobo, el monstruo de Frankenstein, una criatura con cabeza de calabaza, y algunos pequeños demonios para ayudar a atraparlos. Cuando Klarion pone sus manos en el Casco del Destino, Zatanna usa el cepillo de dientes que ella y los demás obtuvieron mientras intentaban sacárselo de la boca y reclamaban el Casco del Destino. Klarion incluso tiene la transformación de Teekl para luchar contra ellos. Cuando el reloj marca la medianoche, Batman, el doctor Fate, John Constantine y Zatanna pudieron salir de la Casa del Misterio mientras Klarion y Teekl no logran salir, ya que desaparece durante la medianoche. En el episodio "Supernatural Adventures in Babysitting", Klarion el joven brujo se infiltra en la casa del profesor Anderson para buscar a Magdalene Grimore en el momento en que Stargirl estaba cuidando al hijo Timmy del profesor Anderson. Después de persuadir a Timmy para que se escondiera, Klarion asume su forma de desviar a Stargirl mientras Teekl intenta encontrar a Magdalene Grimore. Cuando se encuentra la Magdalena Grimore, Klarion se despoja de su disfraz y comienza a usar su magia. Al ser llamados por Stargirl, Batman y John Constantine aparecen para ayudar a combatir a Klarion. Después de atravesar el campo de fuerza, Stargirl, Batman y John Constantine luchan contra Klarion incluso cuando él convoca a una criatura similar a un gusano dimensional para atraparlos. Con la ayuda de Timmy, John Constantine recupera la Magdalena Grimore y envía a la criatura parecida a un gusano a su dimensión donde arrastra a Klarion y Teekl con ella. Stargirl, Batman y John Constantine luchan contra Klarion incluso cuando él convoca a una criatura similar a un gusano dimensional para atraparlos. Con la ayuda de Timmy, John Constantine recupera la Magdalena Grimore y envía a la criatura parecida a un gusano a su dimensión donde arrastra a Klarion y Teekl con ella. Stargirl, Batman y John Constantine luchan contra Klarion incluso cuando él convoca a una criatura similar a un gusano dimensional para atraparlos. Con la ayuda de Timmy, John Constantine recupera la Magdalena Grimore y envía a la criatura parecida a un gusano a su dimensión donde arrastra a Klarion y Teekl con ella.

### Videojuegos
- Klarion el joven brujo hace una aparición en el videojuego DC Universe Online. Él es el foco principal de su evento estacional de Halloween, The Witching Hour. Roba los poderes de muchos héroes mágicos y villanos para desatar el infierno en Gotham. Depende de los héroes ayudar a Phantom Stranger y los villanos a ayudar a Tala a detenerlo.[10]
- Klarion aparece en el videojuego Young Justice: Legacy con la voz de Thom Adcox-Hernandez. Klarion juega un papel importante en la última parte del juego, engañando y secuestrando tanto a Tula (Aquagirl) como a las piezas de una estatua necesarias para el renacimiento de Tiamat. Él la lleva a las antiguas ruinas de Bialya, usando su magia para revivir a Tiamat y manteniendo la Tableta del Destino de Marduk para él como "pago". El equipo llega para detenerlo demasiado tarde, ya que Tiamat es revivido. Sin embargo, Klarion pierde la Tableta frente a Teekl, quien se la lleva. Tanto él como los héroes lo persiguen en las ruinas. Klarion ayuda a Blockbuster para detener a los jóvenes héroes como último recurso para mantener la Tableta, pero después de que se rompe, Klarion se va. Sus acciones lo hacen indirectamente responsable de la trágica muerte de Aquagirl.
- Klarion el joven brujo es un personaje jugable en Lego DC Super-Villains, con la voz de Thom Adcox-Hernandez.